# Pakhuis Amsterdam (Groningen)
Pakhuis Amsterdam is een 18e-eeuws voormalig pakhuis in de Nederlandse stad Groningen.

## Geschiedenis
Het pakhuis werd blijkens een gevelsteen in 1731 gebouwd en lijkt sterk op het oudere naastgelegen Pakhuis Hamburg. 
Het pand heeft twee verdiepingen en een zolder, onder een zadeldak, met in de top een trijshuisje. Aan weerszijden van de hijsluiken zijn halfronde lichtvensters aangebracht. 
Het pakhuis werd in 1971 als rijksmonument opgenomen in het monumentenregister.